# ペンギンワックス
ペンギンワックス株式会社（Penguin Wax Co.,Ltd.）は、大阪府大阪市東成区東中本に本社を置く業務用ワックスやそれに類するフロアメンテナンス用機器の製造販売をおこなう企業である。1942年創業。

## 会社概要
各企業のオフィスやコンビニエンスストアなどの、床磨き用のワックスとフロアメンテナンス用の機器を製造販売している。業務用に特化しているため、一般的な知名度は低いが、オフィス清掃業というニッチ産業の中で、その強みを発揮している。
特にオフィスの床清掃と同時に、床に落ちて取れなくなったチューイングガムなどを取り除くために開発された「シャトルサンダー」は同社が開発した製品の中で高い使用率を誇っている。
同社製造のドライコートワックスは床を研削しながらも、特殊ポリマーによる耐久性と機能性にすぐれているため、床磨き用ワックスの定番として、広く用いられている。
2014年11月、充填機を新しく設置し缶物や環境配慮型包装容器バッグインボックス（B.I.B.）の同時充填を可能、近年地球温暖化等の環境問題への配慮した商品の開発に努力している。